# Décès en 1920
Décès
- 1916
- 1917
- 1918
- 1919
- 1920
- 1921
- 1922
- 1923
- 1924

Cette page dresse une liste de personnalités mortes au cours de l'année 1920 présentée dans l'ordre chronologique.
Pour une information complémentaire, voir la page d'aide.
La liste des personnes référencées dans Wikipédia est disponible dans la page de la Catégorie:Décès en 1920

## Janvier
- 1er janvier : Nicolas Sicard, peintre français (° 6 janvier 1846).
- 2 janvier : Paul Adam, écrivain français (° 6 décembre 1862).
- 4 janvier : Benito Pérez Galdós, romancier espagnol (° 10 mai 1843).
- 5 janvier : Guy-Pierre Fauconnet, peintre et scénographe français (° 5 mars 1882).
- 7 janvier : Edmund Barton, homme d'État britannique puis australien (° 18 janvier 1849).
- 8 janvier : Emily L. Morton, entomologiste américaine (° 3 avril 1841).
- 17 janvier : Edmond Louyot, peintre français (° 15 novembre 1861).
- 18 janvier : Charles Rivière, peintre français (° 12 octobre 1848).
- 24 janvier :
  - William Percy French, compositeur, parolier et auteur d'aquarelles irlandais (° 1er mai 1854).
  - Amedeo Modigliani, peintre et sculpteur italien (° 12 juillet 1884).
- 26 janvier :
  - Jeanne Hébuterne, peintre française (° 6 avril 1898).
  - Antonio Piccinni, peintre et graveur italien (° 14 mai 1846).
- 31 janvier : Émile Vernon,  peintre français (° 14 mars 1872).

## Février
- 1er février : Jāzeps Grosvalds peintre letton (° 24 avril 1891).
- 2 février :
  - Pál Szinyei Merse, peintre hongrois (° 4 juillet 1845).
  - Gaston Thiesson, peintre postimpressionniste français (° 30 juillet 1882).
- 4 février :
  - Leo Delaney, acteur américain (° 15 mars 1885).
  - Modest Sosenko, peintre et artiste monumental ausro-hongrois puis ukrainien (° 28 avril 1875).
- 5 février : Adrien Lavieille, peintre français (° 29 mars 1848).
- 7 février  : Alexandre Koltchak, officier de marine russe (° 16 novembre 1874).
- 10 février : François-Alfred Delobbe, peintre naturaliste français (° 13 octobre 1835).
- 11 février : Alexandre Clarys, peintre animalier belge (° 23 juillet 1857).
- 12 février :
  - Aurore Gagnon enfant martyre canadienne (° 31 mai 1909).
  - Paul Madeline, peintre post-impressionniste français (° 7 octobre 1863).
- 19 février : Georges Fragerolle, musicien et compositeur français (° 11 mars 1855).
- 20 février : Hippolyte Sinet, peintre français (° 27 février 1835).
- 21 février : Vladimir Makovski, peintre russe (° 7 février 1846).
- 24 février : Paul-Albert Girard,  peintre français (° 13 décembre 1839).

## Mars
- 1er mars :
  - Georges Sartoris, peintre français (° 26 janvier 1835).
  - William A. Stone, homme politique américain (° 18 avril 1846).
- 3 mars : 
  - Wilhelm Hecht, graveur (° 28 mars 1843).
  - Theodor Philipsen, peintre danois (° 10 juin 1840).
- 5 mars : 
  - Antoinette Bonner, voleuse de bijoux roumano-américaine (° 1892).
  - Félix Tourdes, peintre français (° 31 mars 1855).
- 6 mars : Leonida Bissolati, homme politique italien (° 20 février 1857).
- 8 mars : Édouard John Ravel,  peintre, graveur et illustrateur suisse (° 5 mars 1847).
- 10 mars : Otto Neitzel, compositeur, pianiste et critique musical allemand (° 6 juillet 1852).
- 11 mars : 
  - Johann Vaillant, pionnier allemand des technologies de chauffage (° 27 avril 1851).
  - Julio Garavito Armero, astronome colombien (° 5 janvier 1865).
- 12 mars : Julius Buths, pianiste, chef d'orchestre et compositeur allemand (° 7 mai 1851).
- 13 mars : Charles Lapworth, géologue britannique (° 20 septembre 1842).
- 21 mars : 
  - Paul Lecomte, peintre français (° 24 avril 1842).
  - Federigo Tozzi, écrivain italien (° 1er janvier 1883).

## Avril
- 10 avril : Amanda Kerfstedt, femme de lettres suédoise (° 5 juin 1920).
- 11 avril : Ferdinand Roybet, peintre et graveur français (° 12 avril 1840),
- 13 avril : Thérèse Marthe Françoise Cotard-Dupré, peintre française (° 19 mars 1877),
- 18 avril : René Veillon, peintre français (° 29 février 1864).
- 23 avril : Jan Mankes, peintre néerlandais (° 15 août 1889).

## Mai
- 2 mai : Georges Récipon, peintre et sculpteur français (° 17 janvier 1860).
- 10 mai : Max Seliger, peintre allemand (° 12 mai 1865).
- 11 mai : Bertha Schrader, peintre et lithographe allemande (° 11 juin 1845).
- 16 mai : José Gómez Ortega dit « Joselito » ou encore « Gallito », matador espagnol (° 8 mai 1895).
- 21 mai : Hans Paasche, officier de marine, homme politique, écrivain et essayiste allemand (° 3 avril 1881).
- 23 mai : Gueorgui Narbout, peintre et dessinateur de timbres russe (° 9 mars 1886).

## Juin
- 6 juin : James Dunsmuir, premier ministre de la Colombie-Britannique (° 8 juillet 1851).
- 7 juin : Emilio Boggio, peintre et aquarelliste impressionniste vénézuélien (° 12 mai 1857).
- 13 juin : Essad Pacha, militaire, homme politique et dictateur albanais (° 1863).
- 14 juin :
  - Réjane (Gabrielle Réju), actrice française (° 6 juin 1856).
  - Max Weber, sociologue allemand (° 21 avril 1864).
- 15 juin : Gaston Carraud, compositeur et critique musical français (° 20 juillet 1864).
- 18 juin : Mario Puccini peintre italien (° 28 juin 1869).
- 20 juin : Léon-Charles Flahaut, peintre français (° 7 décembre 1831).
- 21 juin : Gaetano Previati, peintre italien (° 31 août 1852).
- 25 juin : Anatolie Popa, militaire soviétique (° 15 mars 1896).
- 27 juin : Adolphe-Basile Routhier, écrivain, essayiste, romancier, critique littéraire, avocat, juge et professeur québécois (° 8 mai 1839).

## Juillet
- 4 juillet : Malla (Agustín García Díaz), matador espagnol (° 5 mai 1897).
- 5 juillet : Max Klinger, peintre, sculpteur et graphiste symboliste allemand (° 18 février 1857).
- 11 juillet : Eugénie de Montijo, impératrice des français, épouse de Napoléon III (° 5 mai 1826).
- 14 juillet : Albert von Keller, peintre munichois d'origine suisse (° 27 avril 1844).
- 16 juillet : Gyula Benczúr, peintre hongrois (° 28 janvier 1844).
- 18 juillet : John Macoun, botaniste britannique (° 17 avril 1831).
- 26 juillet : Friedrich August von Kaulbach, peintre allemand (° 2 juin 1850).

## Août
- 3 août : Peeter Süda, compositeur estonien (° 30 janvier 1883).
- 4 août : C. G. Finch-Davies, soldat, ornithologue et peintre britannique puis sud-africain (° 24 mai 1875).
  - Joseph-Marius Cabasson, peintre aquarelliste français (° 20 décembre 1841).
  - Vladimir Rebikov, compositeur et pianiste russe (° 31 mai 1866).
- 6 août : Marguerite Thyes, peintre luxembourgeoise (° 4 juillet 1862).
- 7 août : Beatrice Offor, peintre britannique (° 1864).
- 9 août : Samuel Griffith, homme politique britannique puis australien (° 21 juin 1845)
- 19 août :
  - James Moffat Douglas, fermier, missionnaire et politicien canadien (° 26 mai 1839).
  - Eduard Frankfort, peintre néerlandais (° 21 juin 1864).
- 22 août : Anders Zorn, peintre, graveur, sculpteur et photographe suédois (° 18 février 1860).
- 29 août :
  - Léon Adolphe Amette, cardinal français, archevêque de Paris (° 6 septembre 1850).
  - Gustav Jenner, compositeur et chef d’orchestre allemand (° 3 décembre 1865).
- 30 août : Gustave Mohler, sculpteur, céramiste et peintre français (° 8 mai 1836).

## Septembre
- 1er septembre : 
  - John Sebastian Helmcken, médecin de Colombie-Britannique (° 5 juin 1824).
  - Suzanne Grandais, actrice française (° 14 juin 1893).
- 5 septembre :
  - Agnes Bernard, femme de John Alexander Macdonald (° 24 août 1836).
  - William Laparra, peintre français (° 25 novembre 1873).
- 6 septembre : Paul-Jean Toulet, écrivain français (° 5 juin 1867).
- 7 septembre : Simon-Napoléon Parent, premier ministre du Québec (° 12 septembre 1855).
- 11 septembre : Émilien Mulot-Durivage, peintre paysagiste impressionniste français (° 9 mars 1838).
- 12 septembre : Ernst Leitz, entrepreneur allemand, propriétaire de l'Optical Works Ernst Leitz devenue Leica (° 26 avril 1843).
- 15 septembre : Michele Cammarano, peintre italien (° 25 février 1835).
- 18 septembre : Robert Beaven, premier ministre de la Colombie-Britannique (° 20 janvier 1836).
- 19 septembre : Adrienne van Hogendorp-s' Jacob, peintre néerlandaise (° 28 janvier 1857).
- 30 septembre : William Wilfred Sullivan, premier ministre l'Île-du-Prince-Édouard (° 6 décembre 1839).

## Octobre
- 2 octobre :  Max Bruch, compositeur allemand (° 6 janvier 1838).
- 10 octobre : Meri Te Tai Mangakāhia, suffragette néo-zélandaise (° 22 mai 1868).
- 16 octobre : Alberto Nepomuceno, compositeur et chef d'orchestre brésilien (° 6 juillet 1864).
- 22 octobre : Jean-Constant Pape, peintre français (° 13 mars 1865).
- 28 octobre : Franc Malzac, peintre, illustrateur et affichiste français (° 17 septembre 1865).
- 29 octobre : Ernst Perabo, compositeur, pianiste et professeur américain, d'origine allemande (° 14 novembre 1845).
- 30 octobre : « El Gordito » (Antonio Carmona y Luque), matador espagnol (° 19 avril 1838).
- 31 octobre : Alphonse Desjardins, fondateur des caisses populaires Desjardins (° 5 novembre 1854).

## Novembre
- 8 novembre : Abraham Kuyper, théologien et homme politique néerlandais (° 29 octobre 1837).
- 9 novembre : Pietro Scoppetta, peintre italien (° 15 février 1863).
- 10 novembre : Jules Contant, peintre français (° 23 avril 1852).
- 13 novembre :
  - Luc-Olivier Merson, peintre français (° 21 mai 1846).
  - Alexandre de Riquer, peintre, affichiste, écrivain et poète espagnol (° 3 mai 1856).
- 20 novembre :Edmond Lesellier, peintre français (° 5 juillet 1885).
- 30 novembre :
  - Nicolas-Félix Escalier, peintre français (° 3 mars 1843).
  - Jēkabs Kazaks, peintre letton (° 18 février 1895).
- ? novembre : Auguste-Émile Pinchart, peintre et dessinateur français (° 10 août 1842).

## Décembre
- 2 décembre : Louis-Marie Baader, peintre français (° 20 juin 1828).
- 7 décembre : René Avigdor, peintre français (° 5 janvier 1867).
- 12 décembre :
  - Paul Lacôme, compositeur et critique musical français (° 4 mars 1838).
  - Edward Gawler Prior, premier ministre de la Colombie-Britannique (° 21 mai 1854).
- 25 décembre : Henri Vignet, décorateur, antiquaire, musicien, naturaliste et peintre français (° 1857).
- 26 décembre : Jakub Virgil Holfeld, professeur de piano tchèque (° 27 novembre 1835).
- 31 décembre :
  - Adolf Robbi, peintre impressionniste suisse (° 26 février 1868).
  - Albert Roelofs, peintre, aquafortiste, lithographe, dessinateur et aquarelliste néerlandais (° 5 septembre 1877).

## Date précise inconnue
- Laurent Auberge de Garcias, peintre français (° 1er août 1865).
- Benoît Batraville, enseignant et résistant haïtien (° 1877).
- Pierre Alexandre Belladen, peintre français (° 1871).
- Giuseppe Chiarolanza, peintre italien (° 1868).
- Hind Nawfal, écrivaine syrienne (° 1860).
- Eugène d'Argence, peintre français (° 4 décembre 1853).
- Serafino Ramazzotti, peintre et sculpteur italien (° 1846).
- Jeanne de Tallenay, écrivaine belge (° 1869).
- Ella Church Strobell, cytologue et zoologiste américaine (° 26 juin 1862).